# F1 Pole Position 64
F1 Pole Position 64 is een videospel voor het platform Nintendo 64. Het spel werd uitgebracht in 1997. 